# Seven Seconds
Seven Seconds – amerykański serial telewizyjny wyprodukowany przez KMF Films, Bender Brown Productions, Filmtribe oraz Fox 21 Television Studios będący luźną adaptacją rosyjskiego filmu "The Major" w reżyserii Yuri Bykov.
Wszystkie odcinki pierwszej serii zostały udostępnione 23 lutego 2018 roku na platformie internetowej Netflix.
19 kwietnia 2018 roku, platforma Netflix anulowała serial po jednym sezonie.

## Fabuła
Serial opowiada o policjancie, który podczas wypadku samochodowego zabija czarnoskórego nastolatka. W Jersey City  zaczynają wybuchać zamieszki na tle rasowym. Policja stara się zatuszować sprawę, ale wszystko wychodzi na jaw. Policjanta czeka proces stulecia.

## Obsada

### Główna
- Clare-Hope Ashitey jako K.J. Harper[3]
- Beau Knapp jako Peter Jablonski[4]
- Regina King jako Latrice Butler[5]
- David Lyons jako Mike DiAngelo[4]
- Michael Mosley jako Joe “Fish” Rinaldi[6]
- Russell Hornsby jako Isaiah Butler[7]
- Zackary Momoh jako Seth Butler[7]
- Raúl Castillo jako Felix Osorio[7]
- Patrick Murney jako Gary Wilcox[6]
- Michelle Veintimilla jako Marie Jablonski

### Role drugoplanowe
- Corey Champagne jako Kadeuce Porter
- Nadia Alexander jako Nadine
- Coley Mustafa Speaks jako Messiah
- Adriana DeMeo jako Teresa
- David Zayas jako Medina
- Gretchen Mol jako Sam Hennessy

## Odcinki
| Seria | Odcinki | Oryginalna i polska emisja w Netflix | Oryginalna i polska emisja w Netflix |
| Seria | Odcinki | Premiera serii                       | Koniec serii                         |
| ----- | ------- | ------------------------------------ | ------------------------------------ |
| 1     | 10      | 23 lutego 2018                       | 23 lutego 2018                       |

| #  | Tytuł                         | Reżyseria        | Scenariusz                  | Premiera Netflix | Premiera Netflix Polska |
| -- | ----------------------------- | ---------------- | --------------------------- | ---------------- | ----------------------- |
| 1  | Pilot                         | Gavin O'Connor   | Veena Sud                   | 23 lutego 2018   | 23 lutego 2018          |
| 2  | Brenton's Breath              | Jonathan Demme   | Veena Sud                   | 23 lutego 2018   | 23 lutego 2018          |
| 3  | Matters of Life and Death     | Jon Amiel        | J. David Shanks             | 23 lutego 2018   | 23 lutego 2018          |
| 4  | That What Follows             | Tanya Hamilton   | Dan Nowak                   | 23 lutego 2018   | 23 lutego 2018          |
| 5  | Of Gods and Men               | Coky Giedroyc    | Shalisha Francis            | 23 lutego 2018   | 23 lutego 2018          |
| 6  | Until It Do                   | Ernest Dickerson | Francesca Sloane            | 23 lutego 2018   | 23 lutego 2018          |
| 7  | Boxed Devil                   | Ed Bianchi       | Rhett Rossi                 | 23 lutego 2018   | 23 lutego 2018          |
| 8  | Bailed Out                    | Dan Attias       | Evangeline Ordaz            | 23 lutego 2018   | 23 lutego 2018          |
| 9  | Witnesses for the Prosecution | Victoria Mahoney | John Lopez                  | 23 lutego 2018   | 23 lutego 2018          |
| 10 | A Boy and a Bike              | Ed Bianchi       | Veena Sud, Shalisha Francis | 23 lutego 2018   | 23 lutego 2018          |

## Produkcja
18 października 2016 roku, platforma Netflix zamówiła pierwszą serię dramatu.
W tym samym miesiącu do obsady dołączyli: David Lyons i Beau Knapp.
W połowie listopada 2017 roku, poinformowano, że w serialu zagrają: Zackary Momoh, Raúl Castillo i Russell Hornsby
.
W kolejnym miesiącu ogłoszono, że do obsady dołączyli: Michael Mosley jako Joe „Fish” Rinaldi, Patrick Murney jako Gary Wilcox, Regina King jako Latrice Butler oraz Clare-Hope Ashitey jako K.J. Harper.

## Nagrody

### Emmy
2018
- Emmy - Najlepsza aktorka w serialu limitowanym lub filmie telewizyjnym  Regina King

### Czarne Szpule - Telewizyjne
2018
- Telewizyjna Czarna Szpula - Najlepszy film telewizyjny lub serial limitowany
- Telewizyjna Czarna Szpula - Najlepsza aktorka w filmie telewizyjnym lub serialu limitowanym  Regina King
- Telewizyjna Czarna Szpula - Najlepszy aktor drugoplanowy w filmie telewizyjnym lub serialu limitowanym  Russell Hornsby
- Telewizyjna Czarna Szpula - Najlepszy scenariusz w filmie telewizyjnym lub serialu limitowanym  Shalisha Francis, Veena Sud - za odcinek "A Boy and a Bike"[19]